# سایبرشات

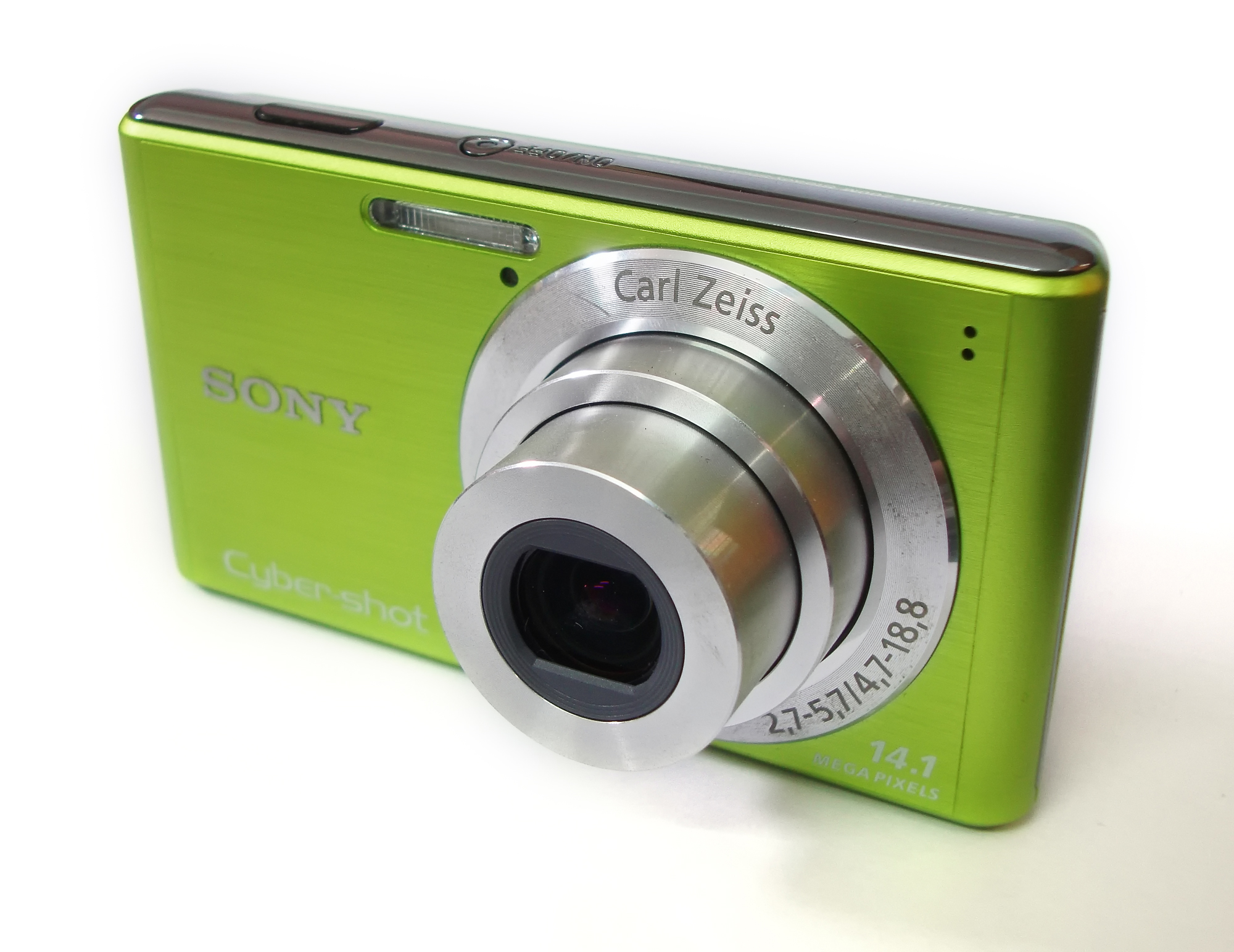
نمایی از دوربین

سایبر-شات (انگلیسی: Cyber-shot) یک دوربین کامپکت دیجیتال محصول سونی است. در وضعیت خودکار هوشمند، دوربین به صورت خودکار شرایط تصویربرداری را تشخیص می‌دهد. هنگامی که یک حرکت تشخیص داده می‌شود، برای کاهش تارشدگی سوژه حساسیت آی‌اس‌او مطابق با حرکت افزایش می‌یابد. هنگامی که دوربین بر روی وضعیت خودکار هوشمند تعیین شود، می‌توان وضعیت پیشرفته، که در آن دوربین به طور خودکار دو تصویر می‌گیرد، را انتخاب کرد.